# ۴-دی‌فسفوسیتیدیل-۲-سی-متیل‌اریتریتول
۴-دی‌فسفوسیتیدیل-۲-سی-متیل‌اریتریتول (به انگلیسی: 4-Diphosphocytidyl-2-C-methylerythritol) با فرمول شیمیایی C۱۴H۲۵N۳O۱۴P۲ یک ترکیب شیمیایی با شناسه پاب‌کم ۴۴۳۱۹۹ است. که جرم مولی آن ۵۲۱٫۳۱ g/mol می‌باشد. 